# Juan Lozano Ruiz
Juan Lozano Ruiz (Cazorla, 18 de julio de 1901 - Valladolid, 18 de agosto de 1936) fue un ingeniero y político español. Fue fusilado por el bando sublevado en los inicios de la guerra civil española.

## Biografía
Nació en la localidad jienense de Cazorla en 1901. Posteriormente su familia se trasladó a Madrid, donde realizaría estudios de Ingeniero de Caminos, Canales y Puertos en la Universidad Central, licenciándose en 1923. Poco después fue destinado como ingeniero a la Diputación provincial de Granada. Durante su etapa granadina, a finales de la década de 1920 se afilió al Partido Socialista Obrero Español (PSOE). Participó en elecciones generales de 1931 y obtuvo acta de diputado por la circunscripción de Jaén, renovándola en los posteriores comicios de 1933 y 1936.
En junio de 1934, iniciada la huelga de campesinos, fue detenido y encarcelado brevemente después de que la policía encontrase un alijo de armas en su domicilio de Madrid, aunque finalmente no llegaría a ser juzgado por estos hechos. 
Durante estos años fue director —junto a José López Quero— del diario socialista Democracia, editado en Jaén.

### Guerra civil
Tras el estallido de la Guerra Civil partió a Valladolid junto al también diputado José Maestro San José para poner sobre aviso de la sublevación militar a los obreros vallisoletanos, pero ambos serían detenidos el 23 de julio. Lozano fue juzgado en un consejo de guerra sumarísimo, condenado a muerte por «rebeldía contra el poder legítimo» según el Código de Justicia Militar de 1890 y posteriormente ejecutado junto a otras 11 personas, entre ellos el diputado socialista José Maestro San José y el político republicano y gobernador civil local Luis Lavín Gautier. El general Saliquet confirmó su sentencia de muerte.